# Réserve intégrale d'Indian Heaven
La réserve intégrale d'Indian Heaven (anglais : Indian Heaven Wilderness) est une zone restée à l'état sauvage et protégée du sud-ouest de l'État de Washington, (États-Unis). Elle est incluse dans la forêt nationale Gifford Pinchot. Elle a été créée en 1984 par le Congrès des États-Unis, selon le Wilderness Act. Cette zone protégée est grande de 84,8 km2. Elle est gérée par le service des forêts des États-Unis.
Cet espace est traversé par le Pacific Crest Trail.

## Géographie
Cette aire est composée de 84,8 km2 de plateaux forestiers, avec des prés, et pas moins de 150 petits lacs, étangs, et marais.